# Diatraea magnifactella
Diatraea magnifactella là một loài bướm đêm trong họ Crambidae.